# Desoxinucleotidil-transferase terminal
O DNA desoxinucleotidiltransferase terminal (TdT), também conhecido como nucleotidxisletransferase de DNA (DNTT) ou simplesmente terminal transferase, é um DNA polimerase que expressa em células linfóides maturas, pré-B, pré-T e células linfoblásticas/leucemia linfoblásticas agudas. Essa polimerase, é chamada TdT porque, ao contrário de outras polimerases, pode ligar novos nucleótidos a uma cadeia oligo sem seguir uma cadeia modelo de DNA.
TdT é fácil de fabricar em bactérias e leveduras.